# Дядо Цоньо войвода
Дядо Цоньо войвода е български хайдутин, роден в село Драгоданово, за чийто живот до 1810 г. няма никакви сведения. Известен е и с имената дядо Чоню или Брадатия войвода.
Предполага се, че бунтовната му дейност е започнала по-рано – в края на 18-то столетие. Четата му, състояща се от 10 до 15 души била много добре въоръжена. За да е добра дружината той грижливо подбирал хората за нея. Гледал да са здрави, яки, издържливи. Особено внимавал бъдещите четници да са умни и разсъдливи мъже – чакат ги Сливенския, Котленския, Еленския и Тревненския Балкан. Войводата изисквал от тях безпрекословно подчинение и войнска дисциплина. Старанието било допълнение към напрегнатите до краен предел телесни и духовни сили. По този начин дружината станала сплотена, мобилна и страховита за времето си бойна единица.
Първоначално Дядо Цоньовата дружина водела боеве с кърджалиите, но впоследствие действията и се насочват срещу цялата Османска империя. Пазят се спомени за повече от сто спечелени битки и сражения с турски потери и редовна войска, в продължение на повече от двадесет и пет години. Около 1825 г. умората на бореца за свобода надделява и той се оттегля от нея и заживява във Влашко.
Измежду хайдутите на Дядо Цоньо войвода е и прославилият се по-късно Бойчо войвода Цеперански.